# Ripley County (Missouri)
Das Ripley County ist ein County im US-amerikanischen Bundesstaat Missouri. Im Jahr 2020 hatte das County 10.679 Einwohner und eine Bevölkerungsdichte von 8,7 Einwohnern pro Quadratkilometer. Der Verwaltungssitz (County Seat) ist Doniphan, das nach Alexander William Doniphan benannt wurde, einem Offizier im Mexikanisch-Amerikanischen Krieg.

## Geografie
Das County liegt im Südosten von Missouri in den Ozarks und grenzt im Süden an Arkansas. Es hat eine Fläche von 1636 Quadratkilometern, wovon 6 Quadratkilometer Wasserfläche sind. Es grenzt in Missouri im Uhrzeigersinn an folgende Countys:
|                            | Carter County |                        |
| Oregon County              |               | Butler County          |
| Randolph County (Arkansas) |               | Clay County (Arkansas) |

## Geschichte

Eleazer Ripley

Das Ripley County wurde 1833 gebildet. Benannt wurde es nach Eleazer Wheelock Ripley (1782–1839), einem General und Mitglied im Kongress der Vereinigten Staaten.
Während der ersten Hälfte des Amerikanischen Bürgerkriegs hatte hier General William Joseph Hardee mit seinen Truppen sein Hauptquartier aufgeschlagen. Die Einwohner unterstützten ihn nach Kräften und allein aus diesem County sind einige Tausend Soldaten und acht Colonels in die Armee der Konföderierten eingetreten.

Acht Bauwerke und Stätten des Countys sind im National Register of Historic Places eingetragen (Stand 6. Februar 2018).

## Demografische Daten
Nach der Volkszählung im Jahr 2010 lebten im Ripley County 14100 Menschen in 5558 Haushalten. Die Bevölkerungsdichte betrug 8,7 Einwohner pro Quadratkilometer. In den 5558 Haushalten lebten statistisch je 2,49 Personen.
Ethnisch betrachtet setzte sich die Bevölkerung zusammen aus 96,8 Prozent Weißen, 0,5 Prozent Afroamerikanern, 0,9 Prozent amerikanischen Ureinwohnern, 0,4 Prozent Asiaten sowie aus anderen ethnischen Gruppen; 1,4 Prozent stammten von zwei oder mehr Ethnien ab. Unabhängig von der ethnischen Zugehörigkeit waren 1,3 Prozent der Bevölkerung spanischer oder lateinamerikanischer Abstammung.
23,6 Prozent der Bevölkerung waren unter 18 Jahre alt, 57,7 Prozent waren zwischen 18 und 64 und 18,7 Prozent waren 65 Jahre oder älter. 50,6 Prozent der Bevölkerung war weiblich.

Das jährliche Durchschnittseinkommen eines Haushalts lag bei 29.369 USD. Das Pro-Kopf-Einkommen betrug 15.115 USD. 24,0 Prozent der Einwohner lebten unterhalb der Armutsgrenze.

## Ortschaften im Ripley County
Citys
- Doniphan
- Naylor

Unincorporated Communities
| - Bardley - Bennett - Briar - Budapest - Burr - Current View - Fairdealing | - Flatwoods - Gamburg - Gatewood - Glenn - Greenville Ford - Handy - Hemenway | - Hill Top - Leibig - Owenmont - Oxly - Paterson Ford - Ponder - Poynor | - Pratt - Pulaski - Purman - Sinsabaugh - Steeles - Torch - Tucker |

## Gliederung
Das Ripley County ist in 16 Townships eingeteilt:
| Township               | Einwohner (2010) | FIPS     |
| ---------------------- | ---------------- | -------- |
| Current River Township | 216              | 29-17866 |
| Doniphan Township      | 5656             | 29-19810 |
| Flatwoods Township     | 650              | 29-24544 |
| Gatewood Township      | 394              | 29-26704 |
| Harris Township        | 744              | 29-30448 |
| Johnson Township       | 549              | 29-37448 |
| Jordan Township        | 1026             | 29-37664 |
| Kelley Township        | 51               | 29-38144 |

| Township               | Einwohner (2010) | FIPS     |
| ---------------------- | ---------------- | -------- |
| Pine Township          | 221              | 29-57728 |
| Poynor Township        | 297              | 29-59456 |
| Shirley Township       | 721              | 29-67570 |
| Thomas Township        | 871              | 29-72970 |
| Union Township         | 377              | 29-74950 |
| Varner Township        | 657              | 29-75778 |
| Washington Township    | 989              | 29-77668 |
| West Doniphan Township | 681              | 29-78712 |